# 天主教蒙特利瓦諾教區
天主教蒙特利瓦諾教區（拉丁語：Dioecesis Monslibanensis）是哥倫比亞一個羅馬天主教教區，屬卡塔赫納總教區。

## 歷史
錫努宗座監牧區於1924年6月12日成立，1931年1月12日易名為聖喬治宗座監牧區，1950年3月10日升為聖喬治宗座代牧區，1969年4月25日升為上錫努自治監督區，1998年12月29日升為教區並易名至今。

## 現況
教區位於科爾多瓦省南部，2004年有教友225,000人（佔轄區總人口92.6%）。教區下轄十六個堂區，有廿六名司鐸。現任教區主教為法爾利·約瓦尼·希爾-貝坦庫爾。